# Panurginus beardsleyi
Panurginus beardsleyi là một loài Hymenoptera trong họ Andrenidae. Loài này được Cockerell mô tả khoa học năm 1904.

## Hình ảnh

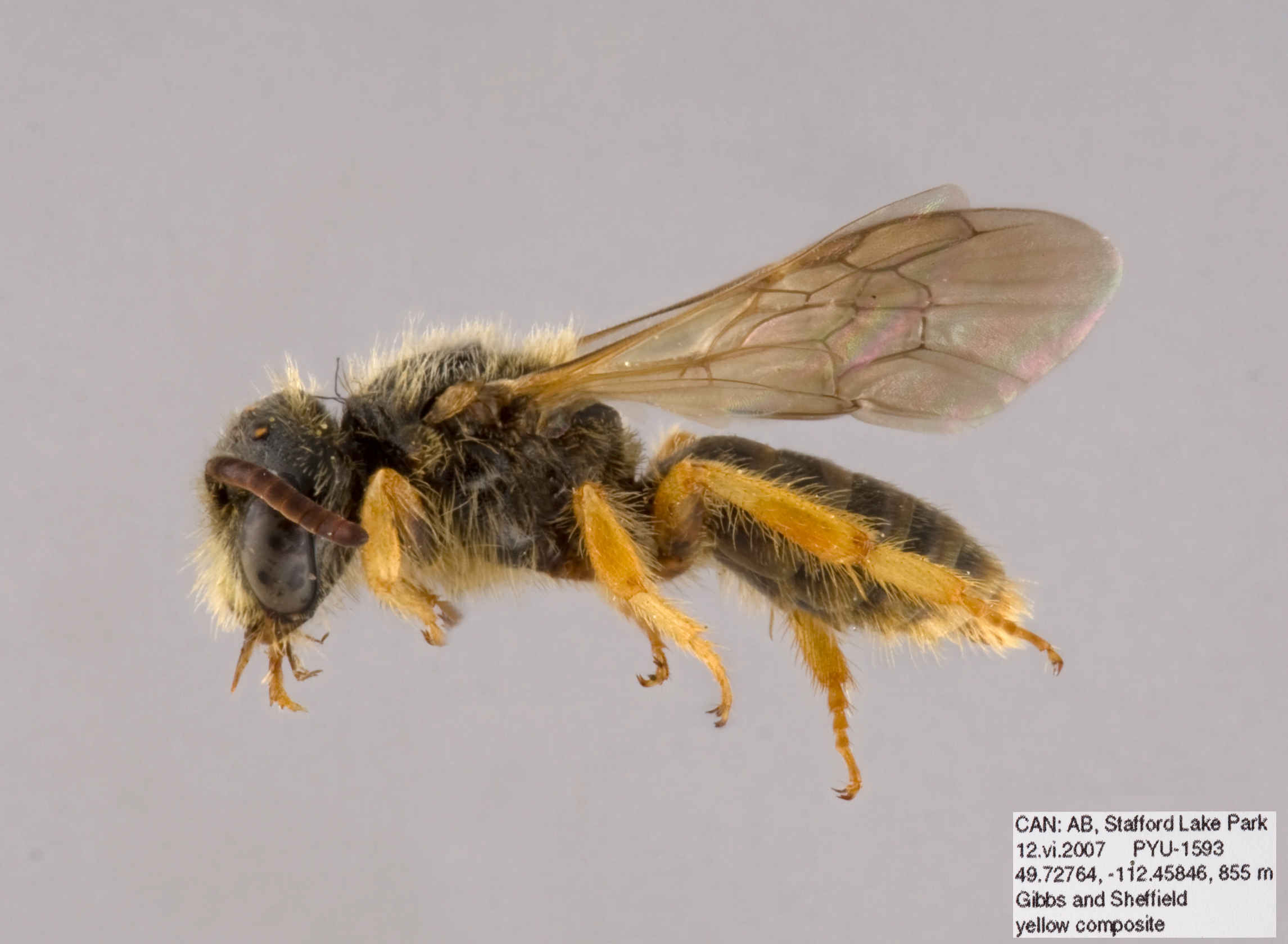